# Jechidat Schaldag

Abzeichen der Einheit „Eisvogel“

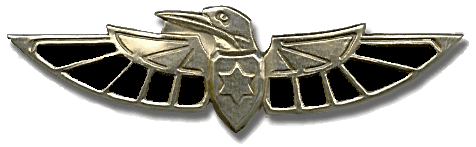
Brustabzeichen der Einheit

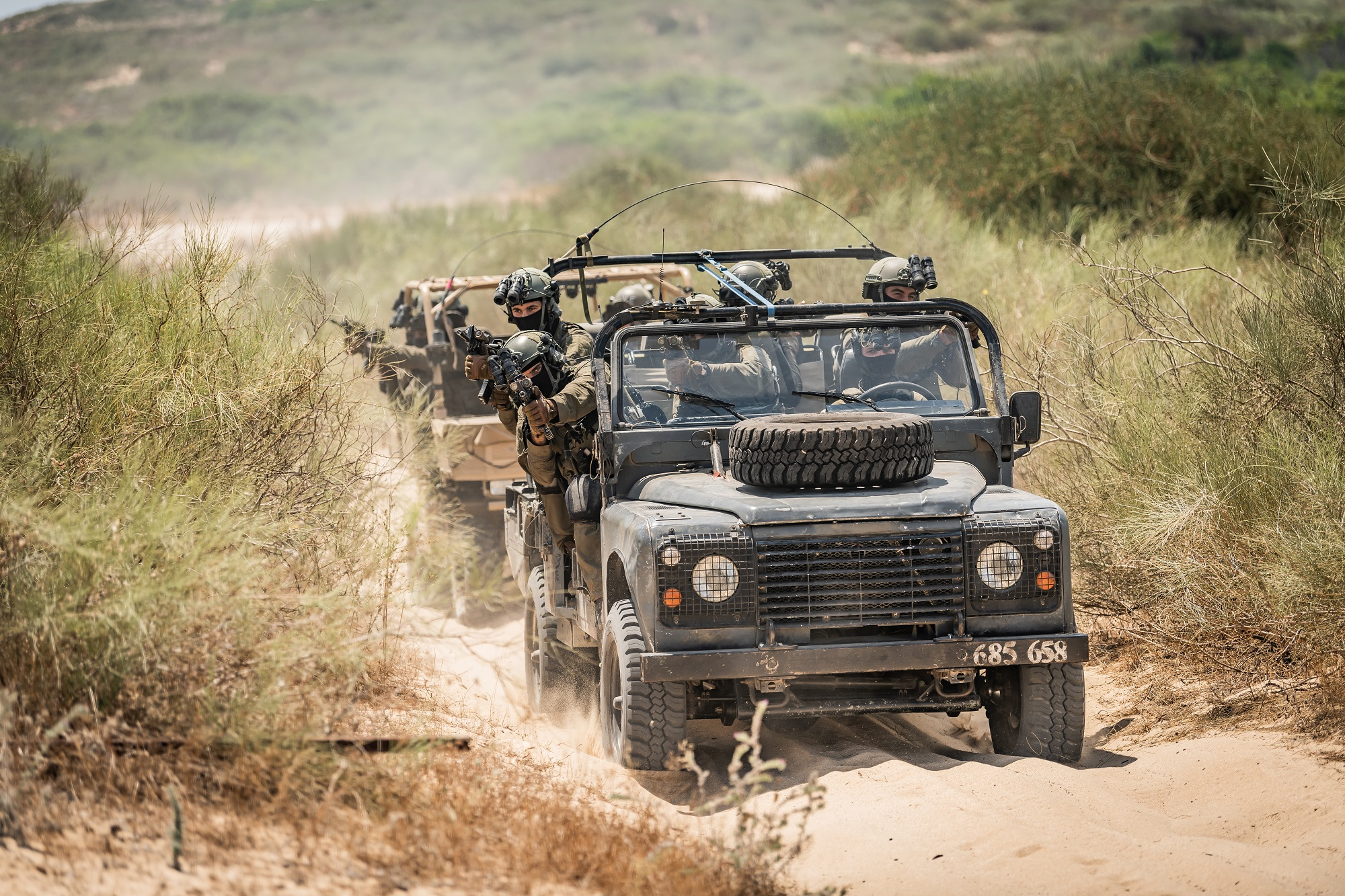
Training der Einheit, Sept. 2022

Die Jechidat Schaldag (hebräisch יְחִידַת שַׁלְדָּג Jəchīdat Schaldag, deutsch ‚Einheit Eisvogel‘; Tarnbezeichnung Einheit 5101) ist eine Eliteeinheit der israelischen Luftstreitkräfte. Sie wird zur Terrorismusbekämpfung, für Geiselbefreiungen und Aufklärungsmissionen eingesetzt.

## Geschichte
Die Jechidat Schaldag wurde 1974 nach dem Jom-Kippur-Krieg von Sajeret-Matkal-Veteranen aufgestellt. Anfänglich sollte nur eine Sajeret-Matkal-Reserveeinheit aufgestellt werden, die den Luftstreitkräften zuzuordnen war. Aus dieser Idee wurde letztendlich die Jechidat Schaldag geboren.
Am 8. September 2024 führten die israelischen Streitkräfte eine Spezialoperation in der syrischen Stadt Masyaf durch, bei der mehr als 100 israelische Schaldag-Soldaten eine unterirdische, von Iran finanzierte Raketenfabrik der syrischen Streitkräfte zerstörten.

## Organisation
Die Einheit ist auf der Luftwaffenbasis Palmachim stationiert und besteht aus etwa 40 bis 50 Soldaten, die wiederum in Gruppen von acht bis neun Soldaten arbeiten. An Bewerber der Einheit werden hohe Anforderungen gestellt. Die Ausbildung dauert 22 Monate und umfasst neben der Infanterie- und Fallschirmspringerausbildung auch Spezialausbildungen in Navigation und Funkverkehr.